# Залог љубави
Залог љубави је 39. епизода стрип серијала Кен Паркер објављена у Лунов магнус стрипу бр. 593. Објавио ју је Дневник из Новог Сада у јуну 1984. године. Имала је 94 стране и коштала је 45 динара. Епизоду је нацртао Ђорђо Тревисан, а сценарио написао Ђанкарло Берарди. За насловну страну је узета оригинална насловница, коју је нацртао Иво Милацо.

## Оригинална епизода
Оригинална епизода објављена је у мају 1981. године под насловом Odio antico. Издавач је била италијанска кућа Cepim. Коштала је 600 лира и имала 96 страна.

## Кратак садржај
Спуштајући се ка југу, Кен стиже у Прескот (градић у држави Аризона) усред изборне кампање за новог шерифа. На изборима побеђује млади кандидат Коул, који тврди да се Прескот променио у односу на период од пре 20 година, да је време револвераша прошло, те да је време за нове економске идеје. Становници и даље воле претходног шерифа Дона, али сматрају да је превише стар да би штитио закон.
Кен одседа у локалу ”Плава звезда,” у којој упознаје Лолу, која глуми даму лаког морала, а у ствари је власница локала. Након лаганог флерта, Лола Кену краде новчаник, али само да би га задржала у граду, јер се осећа усамљена. (Кен не може да докаже да га је Лола украла, али не жели да оде док не поврати новчаник.)
У граду се налазе и четворо браће Вамбоу, који тероришу град, али млади шериф Коул не успева да изађе на крај са њима. Кен на крају сазнаје да је присуство браће Вамбоу повезано са догађајем од пре 12 година када је њихов отац убијен као колатерална жртва обрачуна двојице мушкараца у борби за Лолину љубав.

## Значај епизоде
Старост и напуштање је једна од сталнопонављајућих тема у серијалу (ЛМС-449, ЛМС-460, ЛМС-500, ЛМС-527, ЛМС-539). Након што је изгубио на изборима за шерифа, стари шериф Дон напушта шерифову канцеларију, и повлачи се на приватни ранч. Када касније четири брата Вамбоу почињу да малтретирају цео град, Коул не успева да изађе на крај са њима. (Браћа га понижавају терајући га да пузи пред њима.) Проблем решава пензионисани шериф Дон, који са једном непокретном руком, успева да у револверашком обрачуну отера браћу Вамбоу из града.

## Познате личности
Лик Лоле је највероватније направљен по лику глумице Марлен Дитрих, која у филму Плави анђео игра улогу Лоле.